# Markazi-víztározó
A Markazi-víztározó egy tó a Heves vármegyei Markazon, a Mátra déli lábánál. A Mátrai Erőmű hűtőtava. Vitorlások, szörfösök és a horgászok körében is közkedvelt.

## Földrajz

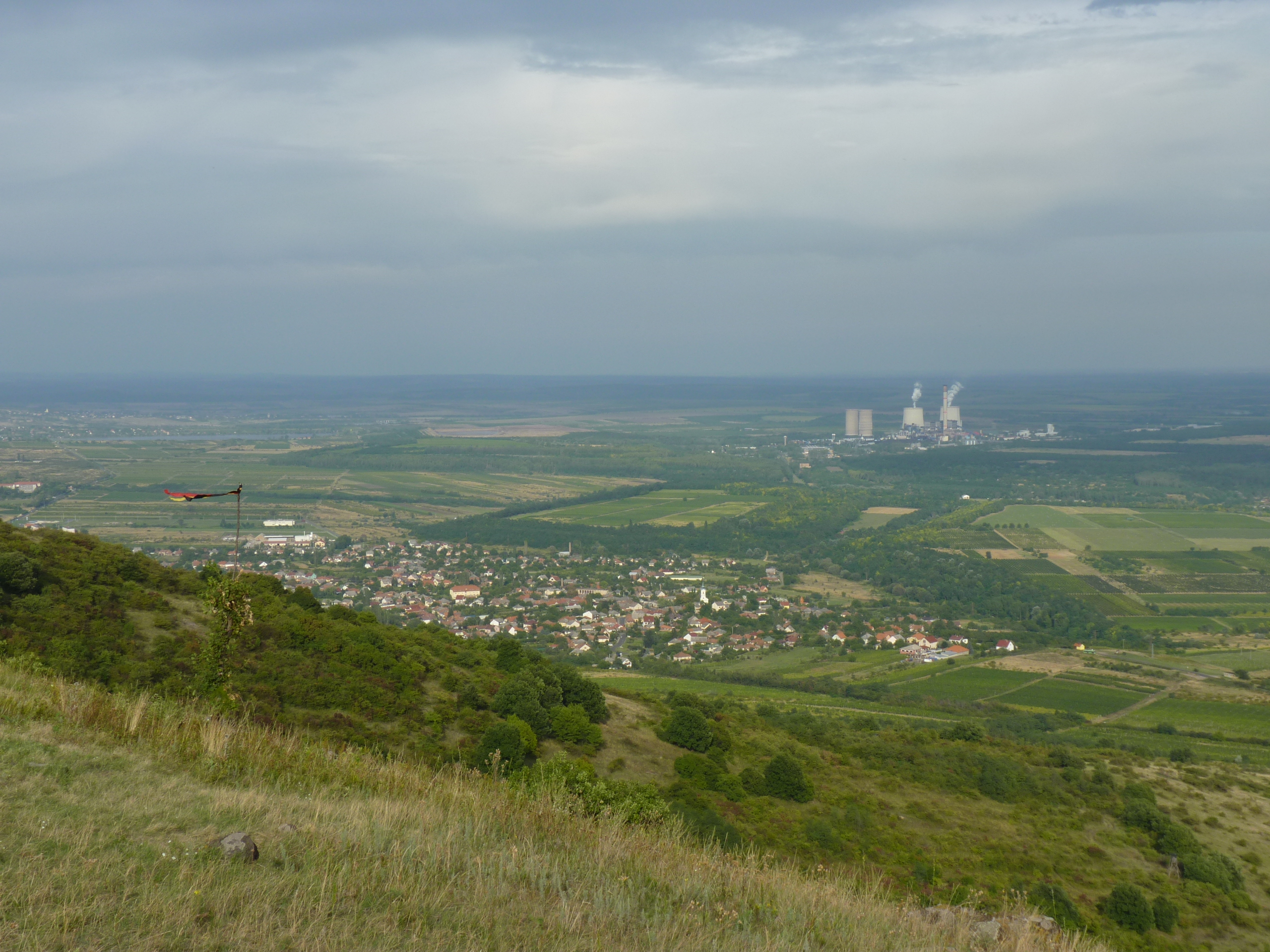
Abasár község, a Mátrai Erőmű és a Markazi-víztározó panorámája a Cseplye-tetőről (Sár-hegy) nézve

A 154 hektáron elterülő és legmélyebb pontján 14-15 méter mély tavat a Malom-patak, a Zsidó-patak és a Hatra-patak felduzzasztott vizei táplálják. Vizét a Nyiget-patak szállítja el.

## Története
A 14. századi Markaz falu háromszög alakban földsáncokkal volt körülvéve, melynek szárain egy patak medre és vizes árkok haladtak. 1962-ben létesített a helyi termelőszövetkezet egy halastavat a megmagasított sáncok által közrefogott területen. 1968-ban a Mátrai Erőmű mellette fekvő tavát is feltöltötték, a két tó pedig összeolvadt.

## Lásd még
- Domoszlói-víztározó

## Külső hivatkozások
- Markazi-tó – Markaz.hu